# Герб Довгинцівського району
Емблема Довги́нцівського райо́ну — символ однойменного району Кривого Рогу затверджений рішенням сесії Довгинцівської районної ради.

## Опис емблеми
Щит перетятий синім і срібним у вигляді силуету заводу. На другій частині на синіх шпалах синій тепловоз прямо, обтяжений червоною смугою, і супроводжуваний із боків двома золотими дубовими листами, покладеними дугоподібно, а знизу — золотими літерами «1979».